# 九州朝鮮中高級学校
九州朝鮮中高級学校（きゅうしゅうちょうせんちゅうこうきゅうがっこう、규슈조선중고급학교）は、学校法人福岡朝鮮学園が運営する福岡県北九州市八幡西区にある朝鮮学校である。かつては高級学校として単独の存在であったが、再編により中高を統合した。また、九州で唯一高級部を設置している。
北九州朝鮮初級学校は同じ敷地内にある。
日本の中学校・高等学校相当の教育を行っているが各種学校非一条校である。

## 校章
通称、三ペン。 【由来】三本のペンは勤勉、三つのハンマーは勤労を象徴し、朝鮮民族三千万（当時の南北合計人口）を表現した。

## 沿革
- 1956年4月 - 九州朝鮮中高級学校創立
- 1960年10月 - 鉄筋3階の本校舎完成
- 1964年8月 - 学校法人として県知事から認可される
- 1969年11月 - 講堂完成
- 1974年4月 - 九州朝鮮高級学校に改称
- 1985年8月 - 吹奏楽部が福岡県代表として、第30回九州吹奏楽コンクール(九州支部大会)・高校の部(A組)へ出場[1]
- 2002年10月 - 中国大連市朝鮮族学校と姉妹校関係を結ぶ
- 2003年
  - 3月 - 新校舎建設工事開始
  - 4月 - 陣山に移転（1年間）
- 2004年
  - 3月 - 新校舎完成
  - 4月 - 九州朝鮮中高級学校となる
  - 4月25日 - 校舎竣工式（九州中高、北九州初級）
- 2022年

- 4月 - 北九州朝鮮初級学校と統合し、九州朝鮮初中高級学校となる。

## 学科
- 高級部（日本の高等学校に相当する）
- 中級部（日本の中学校に相当する）

## 高級部クラブ活動（体育会）
- 蹴球部（Football）
- 籠球部（Basketball）（活動停止中)
- 拳闘部（Boxing）（活動停止中)
- 空手部（活動停止中）

## 高級部クラブ活動（文化芸術会）
- 舞踊部
- 吹奏楽部
- カヤグム部
- 美術部

## 中級部クラブ活動（体育会）
- 蹴球部（Football）
- 籠球部（Basketball）(活動停止中)

## 中級部クラブ活動（文化芸術会）
- 舞踊部
- 吹奏楽部
- カヤグム部
- 美術部
- 民族打楽器部

## 補助金の不正受給
2010年12月、運営主体の学校法人「福岡朝鮮学園」が、同校の公演鑑賞など交流事業について、福岡県と北九州市から二重に補助金を取得していた疑いが浮上した。

## 生徒数
- 2010年の時点で約170人[3]
- 2018年の時点で74人[4]

## 所在地
- 〒807-0825 福岡県北九州市八幡西区折尾3丁目5-1

最寄り駅は、JR九州（鹿児島本線・筑豊本線）折尾駅。